# بول هايوود
بول هايوود (بالإنجليزية: Paul Heywood)‏ هو مؤرخ بريطاني، ولد في 1958.